# Javelin (cómic)
Javelin (Jabalina) es un personaje ficticio, un supervillano de DC Comics. Su primera aparición ocurrió en Green Lantern (vol. 2) N° 173 (febrero de 1984), creado por Dennis O'Neil y Mike Sekowsky. Javelin hizo su debut cinematográfico en la película del Universo extendido de DC, The Suicide Squad interpretado por Flula Borg

## Historia
La verdadera identidad de Javelin nunca fue revelada pero sí se sabe que es un alemán, exatleta olímpico, que volcó su vida al crimen utilizando su asombrosa habilidad con armas basadas en la jabalina. Javelin y sus matones ya eran un grupo establecido de mercenarios cuando el Monitor los puso a trabajar con el congresista Jason Bloch. Javelin consiguió robar el nuevo jet solar de Ferris Aircraft y vencer a Linterna Verde (Hal Jordan) con sus proyectiles, pero se excedió al tratar de utilizar un cohete-jabalina para destruir Ferris y fue capturado por Linterna Verde.
El villano resurgió y supuestamente luchó con Skyrocket de la Power Company. Más tarde llegó a un acuerdo por el cual se unió al Escuadrón Suicida (Suicide Squad) a cambio de la eliminación de sus antecedentes criminales. Su última misión con el Suicide Squad fue una batalla contra Circe durante la Guerra de los Dioses. La hechicera empaló a Javelin con una de sus propias armas y fue dado por muerto. Sin embargo, volvió a aparecer en San Francisco, trabajando para el Doctor Cyber. Nuevamente fue derrotado por su antigua enemiga Skyrocket.

### Un año después
En Checkmate (vol. 2) N° 6, el Amo de los Espejos (Mirror Master) recluta a Javelin para culpar a Amanda Waller de un crimen. Javelin muere durante su primera misión.

## Apariciones en otros medios
Javelin aparece en la tercera temporada de la serie animada Liga de la Justicia Ilimitada en el episodio "Venganzas Mortales", como uno de los nuevos reclutas de la Sociedad Secreta de Gorilla Grodd. Es visto poco después de que Lex Luthor tomara el control.
Javelin aparece en la película del Universo extendido de DC, The Suicide Squad como uno de los miembros más nuevos del grupo, está interpretado por Flula Borg
- Datos: Q3543502